# Tân An
Tân An est une ville du sud du Viêt Nam, capitale de la province de Long An, dans le delta du Mékong. Elle a acquis le statut de cité le 26 août 2009. Sa population était de 165 214 personnes en 2009, pour une superficie de 81,79 km2. Elle comprend 9 quartiers (1, 2, 3, 4, 5, 6, 7, Khánh Hậu et Tân Khánh) et 5 communes rurales (An Vĩnh Ngãi, Bình Tâm, Hướng Thọ Phú, Lợi Bình Nhơn et Nhơn Thạnh Trung).
Tan An se trouve à 47 km au sud-ouest du centre d'Hô-Chi-Minh-Ville. Elle est bordée au nord par le district de Thu Thua, à l'Est par les districts de Tan Tru et Chau Thanh ; à l'ouest et au sud-ouest par la province de Tiền Giang.
Tan An est le centre politique, économique, culturel, scientifique et technologique de la province de Long. Elle est desservie par les routes nationales IA et 62 et par la rivière Vam Co Tay.